# Joseph V. O’Leary
Joseph Vincent O’Leary (* 13. Dezember 1890 in New York City; † 29. Dezember 1964 ebenda) war ein US-amerikanischer Politiker.

## Werdegang
Über die Jugendjahre von Joseph Vincent O’Leary ist nichts bekannt. Er gehörte der American Labor Party an. 1938 kandidierte er für den Posten als Attorney General von New York, erlitt aber eine Niederlage gegenüber dem Demokraten John J. Bennett. Er war New York State Commissioner of Standards and Purchase als ihn der Gouverneur von New York Herbert H. Lehman zum New York State Comptroller ernannte, um die Vakanz zu füllen, die durch den Tod von Morris S. Tremaine entstand. Tremaine verstarb am 12. Oktober 1941. O’Leary wurde am 17. Oktober 1941 unter der Bedingung zum New York State Comptroller ernannt, dass er für die Demokraten und die American Labor Party bei der Nachwahl für den Posten als Comptroller im November 1941 antreten würde. Am 27. Oktober 1941 entschied aber das New York Court of Appeals, dass diese Nachwahl nicht abgehalten werden sollte. Als Folge davon bekleidete O’Leary den Posten bis Ende 1942. Bei seiner Kandidatur im November 1942 erlitt er eine Niederlage gegenüber dem Republikaner Frank Charles Moore. O’Leary war Gründungsmitglied der Liberal Party of New York und 1958 deren Secretary. Er starb im Beth Israel Medical Center.